# Tornasol (álbum de Mon Laferte)
Tornasol es el tercer álbum de estudio de la cantante chilenomexicana Mon Laferte. Fue lanzado oficialmente el 7 de enero de 2013.

## Antecedentes
En enero del 2013, Mon Laferte lanza su segundo disco "Tornasol" (tercero si se considera el disco la La chica de Rojo publicado en sus inicios bajo el nombre de Monserrat Bustamate) compuesto por catorce tracks en los que colaboran diferentes artistas como Renee Mooi y músicos chilenos como Paz Quintana (Tizana), Mariel Villagra (Mariel Mariel), Sebastián Soto (El Viaje de Seth) y Pamela Sepúlveda (Fakuta); en este disco explora sonidos que van desde el rock, pasando por el reggae, pop, electrónica, balada, entre otros en el que deja claro un notable crecimiento artístico y sello personal. Además en esta ocasión Mon debuta como productora, trabajo realizado en conjunto con el músico mexicano César Ceja (Mr. Ceja). tiene como primer sencillo Flor de Amapola.
"Ángel Negro", además de ser el segundo sencillo del disco, es el encargado de abrir fuegos a una producción que muestra la madurez y el profesionalismo de la cantante. Es una canción que introduce un viaje por distintos pasajes, excelentes mezclas y buenas colaboraciones -Mariel Mariel, Fakuta, El Viaje de Seth-. El disco puede ser escuchado de forma gratuita a través del Soundcloud oficial de Mon Laferte.

## Lista de canciones
| Tornasol |                                         |                                  |          |  |
| N.º      | Título                                  | Escritor(es)                     | Duración |  |
| 1.       | «Ángel negro»                           | Mon Laferte                      | 3:20     |  |
| 2.       | «Tornasol» (feat. Renee Mooi)           | Mon Laferte                      | 4:17     |  |
| 3.       | «Lo que pido»                           | Mon Laferte                      | 3:55     |  |
| 4.       | «Orgasmo para dos»                      | Mon Laferte                      | 4:03     |  |
| 5.       | «Vuelve por favor»                      | Mon Laferte                      | 4:16     |  |
| 6.       | «Trátame bien»                          | Mon Laferte                      | 3:35     |  |
| 7.       | «Flor de amapola» (feat. Mariel Mariel) | Mon Laferte                      | 4:12     |  |
| 8.       | «Muerte en el ring»                     | Mon Laferte                      | 3:43     |  |
| 9.       | «Hospital»                              | Mon Laferte                      | 2:49     |  |
| 10.      | «Hey, hey»                              | Mon Laferte                      | 2:53     |  |
| 11.      | «Nubes en mis pies»                     | Mon Laferte                      | 3:34     |  |
| 12.      | «Calma» (feat. El Viaje de Seth)        | El Viaje de Seth, Álvaro Herrera | 3:10     |  |
| 13.      | «Estado natural» (feat. Fakuta)         | Mon Laferte                      | 3:12     |  |
| 14.      | «Igual que yo» (feat. Paz Quintana)     | Mon Laferte                      | 4:21     |  |

| Tornasol — Edición de iTunes |                               |              |          |  |
| N.º                          | Título                        | Escritor(es) | Duración |  |
| 15.                          | «Tornasol (versión acústica)» | Mon Laferte  | 4:22     |  |

## Promoción

### Sencillos
- Flor de Amapola: El primer sencillo fue lanzado el 3 de enero de 2013, a través de iTunes y en sitio web de Mon, y esto fue antes de que del disco se lanzara 4 días después, del cual ya obtuvo éxito en todas las radios del país.
- Ángel Negro: El segundo sencillo fue lanzado el 2013, a través de iTunes y en el sitio web de Mon, y además en Youtube es publicado el correspondiente videoclip el clip en si es bastante rítmico pero con unos tonos oscuros, sale Mon bailando en tomas de diferentes ángulos o con diferentes efectos en una especie de parque o bosque de noche.[6]

- Hey Hey: El tercer sencillo fue lanzado en abril de 2013, a través de iTunes y en el sitio web de Mon, y además en Youtube es publicado el correspondiente videoclip donde se puede ver a Mon mostrando un poco de lo que ocurre tras bambalinas y el ambiente que se vive en sus conciertos, un estilo super típico y usado en artistas de la talla de Paramore para tomar algún ejemplo.[7]

- Tornasol: El cuarto sencillo fue lanzado en agosto de 2013, a través de iTunes y en el sitio web de Mon, y además en Youtube es publicado el correspondiente videoclip donde se puede ver a Mon junto a Renee Mooi.